# ライフ (ニール・ヤングのアルバム)
『ライフ』（Life）は、カナダ系アメリカ人のミュージシャン、ニール・ヤングと彼のアメリカ人バックバンド、クレイジー・ホースの17枚目のスタジオアルバムで、ヤングがゲフィン・レーベルからリリースした最後の作品である。1979年のアルバム『ラスト・ネバー・スリープス』と同様、ほとんどの曲がライヴ録音され、後にスタジオでオーバーダビングされた。アルバムは1987年6月30日にリリースされた。

## 概要
このアルバムは、ヤングのアルバム『ランディング・オン・ウォーター』を引っ提げた1986年の『ライヴ・イン・ア・ラステッド・アウト・ガレージ・ツアー』でヤングがデビューさせた曲を中心に構成されている。全9曲中7曲のバックトラックは、1986年11月18日と19日にカリフォルニア州ユニバーサル・シティのユニバーサル・アンフィシアターで行われたコンサートで録音された。「Mideast Vacation」、「Around The World」、「When Your Lonely Heart Breaks」は18日に、「Inca Queen」、「Too Lonely」、「Prisoners Of Rock 'N' Roll」は19日にレコーディングされた。「Long Walk Home」はこの両日の録音をミックスしたものである。「Cryin' Eyes」と「We Never Danced」はレコード・ワン・レコーディング・スタジオで録音され、ライブ・トラックにさらにオーバーダブを加えてアルバムが完成した。
Stereogumのジェームス・ジャクソン・トスは、『ライフ』をシンセ・ロック・アルバムと評し、スタジオ・トラックは「デジタルの輝き」と風変わりなサウンド・エフェクトを特徴とし、ライヴ・トラックは初期のニール・ヤングの作品に似たサウンドを特徴としていると述べている。曲について彼は、「Prisoners of Rock and Roll」はヤングのその後のアルバム『Ragged Glory』（1990年）を想起させるパワーポップ／ガレージロック・サウンドが特徴で、「When Your Lonely Heart Breaks」はリチャード・マルクスを想起させるプロダクションが特徴だと述べている。「Long Walk Home」は 「フィル・オックスがMIDIと対峙しているようなイメージ」、「Inca Queen」は珍しく 「ニューウェーブにニューエイジを導入しようとしている 」と彼は書いている。

## 収録曲
| 全作詞・作曲: Neil Young。 |                      |            |            |      |
| #                          | タイトル             | 作詞       | 作曲・編曲 | 時間 |
| 1.                         | 「Mideast Vacation」 | Neil Young | Neil Young | 4:20 |
| 2.                         | 「Long Walk Home」   | Neil Young | Neil Young | 4:56 |
| 3.                         | 「Around the World」 | Neil Young | Neil Young | 5:25 |
| 4.                         | 「Inca Queen」       | Neil Young | Neil Young | 7:58 |

| #  | タイトル                          | 作詞 | 作曲・編曲 | 時間 |
| -- | --------------------------------- | ---- | ---------- | ---- |
| 5. | 「Too Lonely」                    |      |            | 2:48 |
| 6. | 「Prisoners of Rock 'N' Roll」    |      |            | 3:12 |
| 7. | 「Cryin' Eyes」                   |      |            | 2:52 |
| 8. | 「When Your Lonely Heart Breaks」 |      |            | 5:16 |
| 9. | 「We Never Danced」               |      |            | 3:37 |

## 参加ミュージシャン
トラック・ナンバリングは、アルバムのCDおよびデジタル・リリースを指す。
- ニール・ヤング - ヴォーカル、ギター、ハーモニカ、キーボード、プロデュース

クレイジー・ホース
- フランク・"ポンチョ"・サンペドロ - ギター、キーボード、バッキング・ヴォーカル
- ビリー・タルボット（ベース、キーボード、バッキング・ヴォーカル
- ラルフ・モリーナ（ドラムス、バッキング・ヴォーカル

ゲスト・ミュージシャン
- ジャック・ニッチェ - 全バッキング・トラック (9)

### 制作スタッフ
- デヴィッド・ブリッグス - プロデュース (1-8)
- ジャック・ニッチェ - プロデュース (9)
- ブライアン・ベル - プログラミング、シンセバンク
- ミヒャエル・ヘーニッヒ - プログラミング (9)
- ニコ・ボーラス - 録音(1-6, 8, 9)、ミキシング(1-4, 9)
- コーク・ジョンソン - 録音（7）、ミキシング（5-8）
- ティム・マリガン - エンジニアリング
- リチャード・ランダース - エンジニアリング
- ブライアン・スーシー - エンジニアリング
- クリス・ベルマン - マスタリング